# Chain Lightning
Chain Lightning (br.: A morte não é o fim) é um filme estadunidense de 1950 do gênero Drama de Aviação dirigido por Stuart Heisler. O roteiro é de Liam O'Brien e Vincent B. Evans, baseado na história "These Many Years" do escritor Lester Cole (que usou o pseudônimo "J. Redmond Prior", por estar na "lista negra" de Hollywood dos autores suspeitos de serem comunistas). Durante a Segunda Guerra Mundial, o co-roteirista Evans tinha servido como bombardeiro na tripulação do B-17 (fortaleza voadora) apelidado de Memphis Belle. Cole teve seus créditos pelo roteiro restabelecido oficialmente em 1997 pela Associação dos Roteiristas Americanos (Writers Guild of America), apesar das cópias em circulação continuarem com a mensagem "sugerido de uma história de J. Raymond Prior".
A trama se passa no Pós-Segunda Guerra Mundial e busca mostrar os progressos da aviação, a partir dos esforços de uma fictícia companhia americana empenhada no desenvolvimento de aviões a jato. 
Com a incorporação pelo roteiro de avançados equipamentos e tecnologia para a época, tais como assentos ejetáveis, paraquedas embutidos, roupas pressurizadas e projetos mistos de jatos e foguetes, alguns comentaristas consideraram o filme como um exemplar de ficção científica. Contudo, o diretor das cenas aéreas Paul Mantz manteve em seus modelos e maquetes uma acurácia que os aproximaram da tecnologia dos aviões a jato modernos.

## Elenco
| Ator            | Personagem                             |
| --------------- | -------------------------------------- |
| Humphrey Bogart | tenente-coronel Matthew "Matt" Brennan |
| Eleanor Parker  | Joan "Jo" Holloway                     |
| Raymond Massey  | Leland Willis                          |
| Richard Whorf   | Carl Troxell                           |
| James Brown     | major Hinkle                           |
| Roy Roberts     | major comandante Hewitt                |
| Morris Ankrum   | Ed Bostwick                            |
| Fay Baker       | Senhora Willis                         |
| Fred Sherman    | Jeb Farley                             |

## Sinopse
Terminado seu serviço como piloto de bombardeios na Segunda Guerra Mundial, o coronel Matt Brennan tenta se estabelecer como instrutor de uma escola de pilotos civis mas o negócio não vai bem. Ele reencontra seu antigo companheiro da Força Aérea, o major Hinkle, e acaba por aceitar uma oferta de emprego da Companhia Aérea Willis, como chefe de provas de um jato experimental conhecido pela sigla "JA-3", projetado por Carl Troxell. O chefão Willis está satisfeito com o projeto, aprovado também por Brennan, mas Troxell quer mais tempo para desenvolver o JA-4, um modelo que considera mais seguro por trazer o revolucionário assento ejetável.

## Produção
Os voos dos pilotos de prova são mostrados em cenas realísticas, com os produtores obtendo permissão para usarem várias bases da Força Aérea Americana inclusve a Base Edwards e realizarem locações no Aeroporto do Vale de San Fernando (agora Aeroporto Van Nuys) .
Um realista modelo em escala dos "JA-3/JA-4" foi criado por Paul Mantz, diretor das filmagens aéreas, ao custo de 15 000 dolares. O modelo foi feito de uma fuselagem retrabalhada de um P-39 Airacobra por Vince Johnson. A Warner Bros. encomendou a confecção de paraquedas na cena em que eles convincentemente param o avião. Além do modelo maior do jato, foram usados vários de menor tamanho. Uma dessas maquetes do Willis JA-3 (construída em fiberglass) usadas na produção, foi leiloada por 1 300 dólares.
Assim como no filme Twelve O'Clock High (1949), um avião de Mantz do modelo B-17F, 42-3369, aparece nas cenas de guerra com o apelido de “Naughty Nellie”. As cenas de arquivo das missões de bombardeio sobre a Alemanha incluem uma rápida visão de um caça-foguete Messerschmitt Me 163, um precursor dos jatos supersônicos que seriam construídos posteriormente.